# Your name
Your name (君の名は。, Kimi no Na wa.) és una pel·lícula d'anime japonesa del 2016 escrita i dirigida per Makoto Shinkai. Està basada en la novel·la homònima publicada un mes abans de l'estrena del film. Es va projectar per primera vegada a l'Anime Expo de Los Angeles el 3 de juliol del 2016, i al Japó el 26 d'agost del mateix any. Va rebre molt bones crítiques per la seva animació i impacte emocional, i va ser un gran èxit comercial. És la quarta pel·lícula més taquillera de la història del Japó, amb una recaptació de més de 250 milions d'euros. Va guanyar el premi a la millor pel·lícula d'animació al Festival de Sitges. Es va estrenar en català el 7 d'abril del 2017, distribuïda a Espanya per Selecta Visión.

## Argument
En Taki i la Mitsuha, dos adolescents, descobreixen un dia que mentre dormen els seus cossos s'intercanvien, i comencen a comunicar-se entre ells per mitjà de notes i els telèfons mòbils. Ella és una estudiant d'un petit poblet que renega de la vida rural i anhela viure a la ciutat; ell, un tímid estudiant de Tòquio amb una feina a temps parcial en un restaurant italià. A mesura que aconsegueixen superar el xoc inicial es va creant entre els dos un lligam que a poc a poc es converteix en alguna cosa més.

## Música
Yojiro Noda, vocalista principal de la banda de rock japonesa Radwimps, va compondre la música temàtica de Your Name. El director Makoto Shinkai li va demanar que compongués la seva música "de manera que la música complementés el diàleg o el monòleg dels personatges". Your name inclou les següents cançons interpretades:
- Yumetōrō (夢灯籠 "Fanal de somni")

- Zenzenzense (前前前世 "Vida passada passada passada")

- Supākuru (スパークル "Sparkle" o "Espurna")

- Nandemonaiya (なんでもないや "No passa res")

La banda sonora de la pel·lícula va ser ben rebuda tant pel públic com pels crítics, i es reconeix com un dels factors del seu èxit a taquilla. La banda sonora de la pel·lícula va ser subcampiona en la categoria de "Millor banda sonora" al Newtype Anime Awards de l'any 2016, mentre que la cançó ZenZenZense va ser subcampiona a la categoria de "Millor tema musical".

## Veus
| Personatge                                              | Descripció | Doblatge           | Doblatge            |
| Personatge                                              | Descripció | Japonès            | Català              |
| ------------------------------------------------------- | --- | ------------------ | ------------------- |
| Taki Tachibana                                          | Un noi d'institut que viu a Tòquio. Passa els dies feliçment amb els seus amics i treballa en un restaurant italià. S'empipa fàcilment però és amable. Vol arribar a ser arquitecte. | Ryunosuke Kamiki   | Ivan Labanda        |
| Mitsuha Miyamizu                                        | Una noia d'institut que viu a Itomori. No suporta la seva vida al camp i li agradaria anar a viure a Tòquio. No s'avé amb el seu pare i ell l'avergonyeix quan la controla. També li fa vergonya fer de sacerdotessa al temple de la família on fa el Sake dels Déus ja que els companys se'n riuen. És la forma d'elaborar Sake més antiga del món. Es mastega l'arròs, s'escup, es deixa fermentar i es converteix en alcohol. | Mone Kamishiraishi | Núria Trifol        |
| Tsukasa Fujii                                           | Amic d'en Taki a l'institut. S'amoïna força per ell quan canvia de cos amb la Mitsuha. | Nobunaga Shimazaki | Àlex de Porrata     |
| Shinta Takagi                                           | Amic d'en Taki a l'institut. És optimista i ajuda els seus amics quan cal, fins i tot segueix en Taki amb l'Okudera quan ell se'n va a buscar la Mitsuha al seu poble sense dir-ne ni piu. | Kaito Ishikawa     | Cesc Martínez       |
| Yotsuha Miyamizu (Yotsuja en la versió catalana)        | És la germana petita de la Mitsuha. Viu amb ella i la seva àvia. Pensa que la seva germana és boja però malgrat tot l'estima. També participa en el ritual de la creació del Sake dels Déus i l'art de trenar cordes. | Kanon Tani         | Elisabet Bargalló   |
| Toshiki Miyamizu                                        | És el pare de la Mitsuha i la Yotsuha, també és l'alcalde del poble. Abans d'arribar-hi era un folklorista a la recerca que va acabar coneixent la mare de totes dues. És molt estricte i està cansat de tot allò que li ha passat a la vida. | Masaki Terasoma    | Joan Carles Gustems |
| Futaba Miyamizu                                         | La mare de la Mitsuha i la Yotsuha que va morir. | Sayaka Ohara       | Meritxell Sota      |
| Miki Okudera                                            | És una estudiant universitària que treballa al mateix restaurant que en Taki. S'estimen entre ells, tot i que en Taki no vol una relació i ella se l'estima quan la Mitsuha és a dins el seu cos. | Masami Nagasawa    | Joël Mulachs        |
| Hitoha Miyamizu                                         | És la cap de la família Miyamizu i l'avia de la Mitsuha i la Yotsuha. Ensenya a les seves netes l'art de trenar cordes i mira de conservar les tradicions perquè arribin a la següent generació. Els ensenya la valuosa lliçó del Musubi. [Vegeu tradicions japoneses relacionades] | Etsuko Ichihara    | Maria Josep Guasch  |
| Katsuhiko Teshigawara (Katsujiko en la versió catalana) | Amic de la Mitsuha. És un expert en la construcció de màquines, sobretot d'explosius. Els seus amics sovint l'anomenen "Teshi". | Ryo Narita         | Masumi Mutsuda      |
| Sayaka Natori                                           | Amiga de la Mitsuha. És una noia amb molts nervis que participa en la ràdio de l'institut. Nega rotundament qualsevol mena d'atracció cap a en Katsuhiko. Per exemple la Mitsuha els diu "De tant que et vull, et trec un ull" | Aoi Yūki           | Maribel Pomar       |
| Sr. Tachibana                                           | És el pare d'en Taki. Surt de casa d'hora al matí. Sembla que no es parla gaire amb en Taki. | Kazuhiko Inoue     | Cesc Martínez       |
| Sr. Teshigawara                                         | És el pare d'en Katsuhiko i és obrer al poble. A vegades el fa anar a l'obra perquè aprengui a fer servir els explosius entre altres coses. El seu fill diu que fa pudor de corrupció quan el veu amb l'alcalde en un sopar. | Chafurin           | Iván Cánovas        |
| Hana                                                    | ??? | ???                | Elvira García       |
| Sakura                                                  | ??? | ???                | Lourdes Fabrés      |
| Yukari Yukino                                           | És la professora de literatura clàssica a l'institut d'Itomori. A la pel·lícula els ensenya la paraula "llostre" que és una manera antiga de dir "crepuscle" (En japonès "Kataware-doki") Ella és la protagonista de la pel·lícula El Jardí de les Paraules, també feta per Makoto Shinkai. | Kana Hanazawa      | Lourdes Fabrés      |
| Matsumoto                                               | ??? | ???                | Marc Gómez          |
| Altres veus en català                                   | |                    |                     |
| Ariadna de Guzmán                                       | |                    |                     |
| Glòria González                                         | |                    |                     |

Fonts: Anime News Network

## Tradicions japoneses relacionades

### El Musubi
Citació de l'àvia Miyamizu: "Mitsuha, Yotsuja, sabeu què és el Musubi? […] Sí, Musubi és el nom que rebia el déu d'aquestes terres. És una paraula que té un significat molt profund. Trenar una corda és Musubi. Connectar les persones és Musubi. El pas del temps és Musubi. Així de gran és el poder del déu. Per tant, les cordes que trenem són l'art del déu i representen el pas mateix del temps. Conflueixen i agafen forma, giren, s'entrellacen, de vegades es desenreden, es trenquen i altres vegades es tornen a connectar. Això és el Musubi. Això és el temps."

### El cordill vermell del destí
A la pel·lícula es pot veure diversos cops com tots dos protagonistes estan embolicats per una mena de cordill vermell que els uneix i això és representat pel llaç que du la Mitsuha al cap. Això prové d'un mite oriental que diu que els déus lliguen un cordill vermell invisible al dit petit d'aquells que estan destinats a unir les seves vides, tant se valen les circumstàncies, el moment o el lloc. Aquest cordill es pot estirar i embolicar, però no es pot mai trencar. Aquesta creença es pot relacionar amb l'ànima bessona del món occidental.